# Cichoradz
Cichoradz – wieś w Polsce położona w województwie kujawsko-pomorskim, w powiecie toruńskim, w gminie Zławieś Wielka.
W latach 1975–1998 miejscowość administracyjnie należała do województwa toruńskiego. Według Narodowego Spisu Powszechnego (III 2011 r.) liczyła 298 mieszkańców. Jest czternastą co do wielkości miejscowością gminy Zławieś Wielka.

## Obiekty zabytkowe[4]
- Zespół dworski:
  - dwór z 2. poł. XIX w. został rozebrany w latach 70. XX w., pozostał park typu angielskiego z 2. poł. XIX w.
  - obora murowana z około 1900 r.
  - kuźnia z 1920 r.
  - budynek bramny z 1920 r.